# Canthon violaceus
Canthon violaceus là một loài bọ cánh cứng trong họ Bọ hung (Scarabaeidae).